# الو جيرا
الو جيرا هو طبق هندي نباتي نموذجي يتم تقديمه غالبًا كطبق جانبي وعادة ما يتم تقديمه بشكل جيد مع البوريس الساخن، تشاباتي، روتي أو دال. مكوناته الرئيسية هي البطاطس وبذور الكمون والتوابل الهندية. المكونات الأخرى هي مسحوق الفلفل الأحمر والزنجبيل ومسحوق الكزبرة وأوراق الكاري والزيت النباتي والملح. الطبق في شكله التقليدي ليس ساخنًا، لكن يمكن تتبيله بإضافة مسحوق الفلفل الحار. أشكال أخرى من الطبق تستخدم البطاطا الحلوة بدلاً من البطاطا العادية.